# Conor McLaughlin
Conor Gerard McLaughlin (* 26. Juli 1991 in Belfast) ist ein nordirischer Fußballspieler, der auf der Position des Innenverteidigers spielt und zurzeit beim englischen Drittligisten Fleetwood Town unter Vertrag steht.

## Karriere

### Vereine
McLaughlin spielte, ab dem 1. Juli 2009 für Preston North End in der zweiten englischen Liga. Am Ende der Saison 2010/11, in der er nur zu sieben Einsätzen gekommen war, stieg der Verein als Vorletzter in die dritte Liga ab. In der Drittligasaison 2011/12 kam er zu 17 Einsätzen, als Tabellenfünfzehnter hatte Preston aber keine Chance direkt wieder in die zweite Liga zurückzukehren. Vom 31. Januar bis zum 22. April 2012 war er an den Viertligisten Shrewsbury Town ausgeliehen, bei dem er mit vier Spielen, von denen nur eins gewonnen wurde aber bur einen geringen Anteil daran hatte, dass der Verein am Ende der Saison als Vizemeister in der Dritten Liga aufstieg. Nachdem die Leihe beendet war, kehrte er wieder zurück zu Preston North End und war dort bis Juli 2012 aktiv. Danach folgte der Wechsel zum Viertligaaufsteiger Fleetwood Town. In der ersten Viertligasaison etablierten sich „The Trawlermen“ als Dreizehnte in der Liga. In der Saison 2013/14 verpasste er mit Fleetwood zwar als Vierter den direkten Aufstieg, konnte diesen aber in den Aufstiegsplayoffspielen perfekt machen. Als Neuling belegte Fleetwood in der Drittliga-Saison 2014/15 Platz 10 in der Abschlusstabelle. McLaughlin kam in 39 Spielen zum Einsatz und erzielte dabei ein Tor. In der Saison 2015/16 belegte Fleetwood einen Platz im unteren Tabellendrittel, hatte aber fünf Punkte Vorsprung auf einen Abstiegsplatz. Nach der Saison 2016/17 wechselte er zum englischen Zweitligisten FC Millwall. In zwei Spielzeiten für den Londoner Verein kam er nur unregelmäßig zum Einsatz. Im Juli 2019 wechselte er zurück in die dritte Liga und unterschrieb einen Vertrag beim AFC Sunderland. Dort verbrachte er zwei Jahre, bevor er im Oktober 2021 nach Fleetwood zurückkehrte.

### Nationalmannschaften
Im Oktober 2009 nahm er mit der U-19-Mannschaft an der ersten Qualifikationsrunde für die U-19-Fußball-Europameisterschaft 2010 teil, die die Nordiren zusammen mit Bosnien-Herzegowina überstanden. Bei der zweiten Qualifikationsrunde im Mai 2010 belegten sie beim Miniturnier in Moskau hinter Italien, dem Gastgeber und Tschechien nur den vierten Platz, wobei McLaughlin beim 2:3 gegen Italien, das zwischenzeitliche 2:2 erzielte. Zwei Monate zuvor kam er schon in der U-21 zu einem Einsatz in der Qualifikation für die U-21-EM 2011 gegen San Marino. Vier weitere Einsätze für die U-21 folgten 2011 und 2012 in der Qualifikation für die U-21-EM 2013.
Sein Debüt für die nordirische Nationalmannschaft gab er noch als U-21-Nationalspieler am 11. Oktober 2011 bei der 0:3-Niederlage gegen Italien in der Qualifikation für die Fußball-Europameisterschaft 2012. Er wurde dabei in der 74. Minute für Oliver Norwood eingewechselt. Danach wurde McLaughlin längere Zeit nicht mehr berücksichtigt. Erst 2014 folgten zwei weitere Testspiele bei einer Südamerikareise gegen Chile und Uruguay. Danach wurde er Stammspieler auf der rechten Abwehrseite und er bestritt in der Qualifikation zur Fußball-Europameisterschaft 2016 in Frankreich 9 der 10 Gruppenspiele. Anschließend wurde er auch ins EM-Aufgebot Nordirlands aufgenommen. Im ersten Turnierspiel gegen Polen, das die Nordiren mit einer defensiven Grundeinstellung angingen, aber dennoch mit 0:1 verloren, gehörte er zur Startelf und spielte über 90 Minuten. Im zweiten Spiel gegen die Ukraine, das den Nordiren mit einer offensiveren Aufstellung den ersten Sieg in einem EM-Endrundenspiel brachte, kam er nicht zum Einsatz. Auch in den beiden übrigen Spielen bis zum Ausscheiden im Achtelfinale kehrte er nicht mehr ins Team zurück.